# Рамзес III
Рамзес III /Usermaatre-Meryamun Rameses/ е вторият фараон от Двадесета династия на Древен Египет. Управлява през 1186/5 - 1155/3 г. пр.н.е. Рамзес III е син и наследник на Сетнахт.
Рамзес III е най-значителният фараон на 20-а династия (Рамесиди), при която постепенно започват времена на упадък. Управлението на Рамзес III е последният период на подем и просперитет в историята на Новото царство на Египет. От управлението му са останали значителен брой монументи и надписи.
Централно събитие в управлението на Рамзес III е защитата на Делтата от нашествието на т.нар. „Морски народи“ нахлуващи от север през 8-ата година от управлението му. Фараона се проявява като опитен военачалник и в поредица от сражения успява да предотврати десанта на вражеските армии в Долен Египет. На 5-а и 11-а година от възкачването си Рамзес потушава метеж на либийците, на запад от Нил. Проведени са също така походи в Сирия, Палестина на североизток и в Нубия и царството Пунт на юг.
Въпреки успехите, постоянното военно напрежение коства много жертви, а и изтощава ресурсите на държавата. Независимо от това славните победи на фараона са увековечени в многобройни паметници. В резултат на икономическите затруднения се увеличава влиянието на жречеството, което получава редица привилегии и е облагодетелствано от фараона.
Рамзес III най-вероятно става жертва на заговор. Наследен е от сина си Рамзес IV.